# Mohammed Ghani Hikmat
Mohammed Ghani Hikmat (en árabe: محمد غني حكمت‎) fue un artista y escultor iraquí, nacido el año 1929 en Bagdad y fallecido el 12 de septiembre de 2011. Es el autor de algunos de los monumentos y esculturas más representativos de la ciudad de Bagdad.

## Datos biográficos
Entre sus trabajos más conocidos se incluyen las Manos de la Victoria y dos estatuas de la reina Scheherezade y el rey Shahryar, localizadas en la calle Aby Nuwas. Hikmat también lideró la recuperación de las piezas de arte robadas del Museo Nacional de Irak a raíz de la invasión de Irak de 2003 y la caída de Saddam Hussein.
Hikmut había nacido el año 1929 en el barrio Kadumiya de Bagdad.· Se graduó en el Instituto de Bellas Artes de Bagdad el año 1953, posteriormente completó sus estudios en 1957 en la Academia de Bellas Artes de Roma, Italia. Hikmut se unió al Grupo de Arte Moderno de Bagdad el año 1953 y al grupo Al-Zawiya (traducido como La Esquina) en 1967.
Mohammed Ghani Hikmat falleció en Amán, Jordania, donde estaba recibiendo asistencia médica, el 12 de septiembre de 2011, a la edad de 82 años.

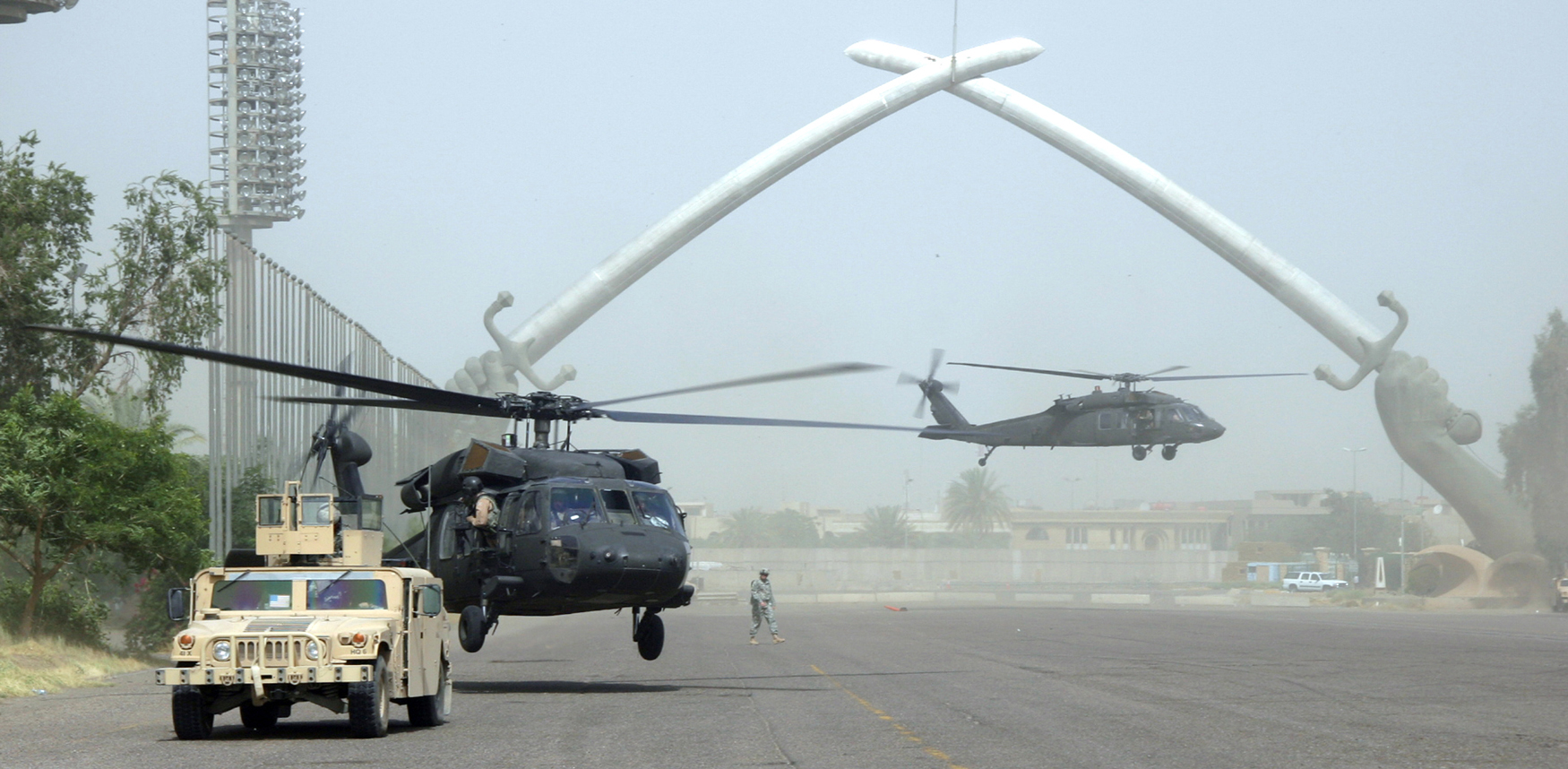
Dos helicópteros UH-60 Black Hawk tomando tierra frente a los sables del arco de la victoria en la Zona Internacional de Bagdad el 4 de julio de 2006.
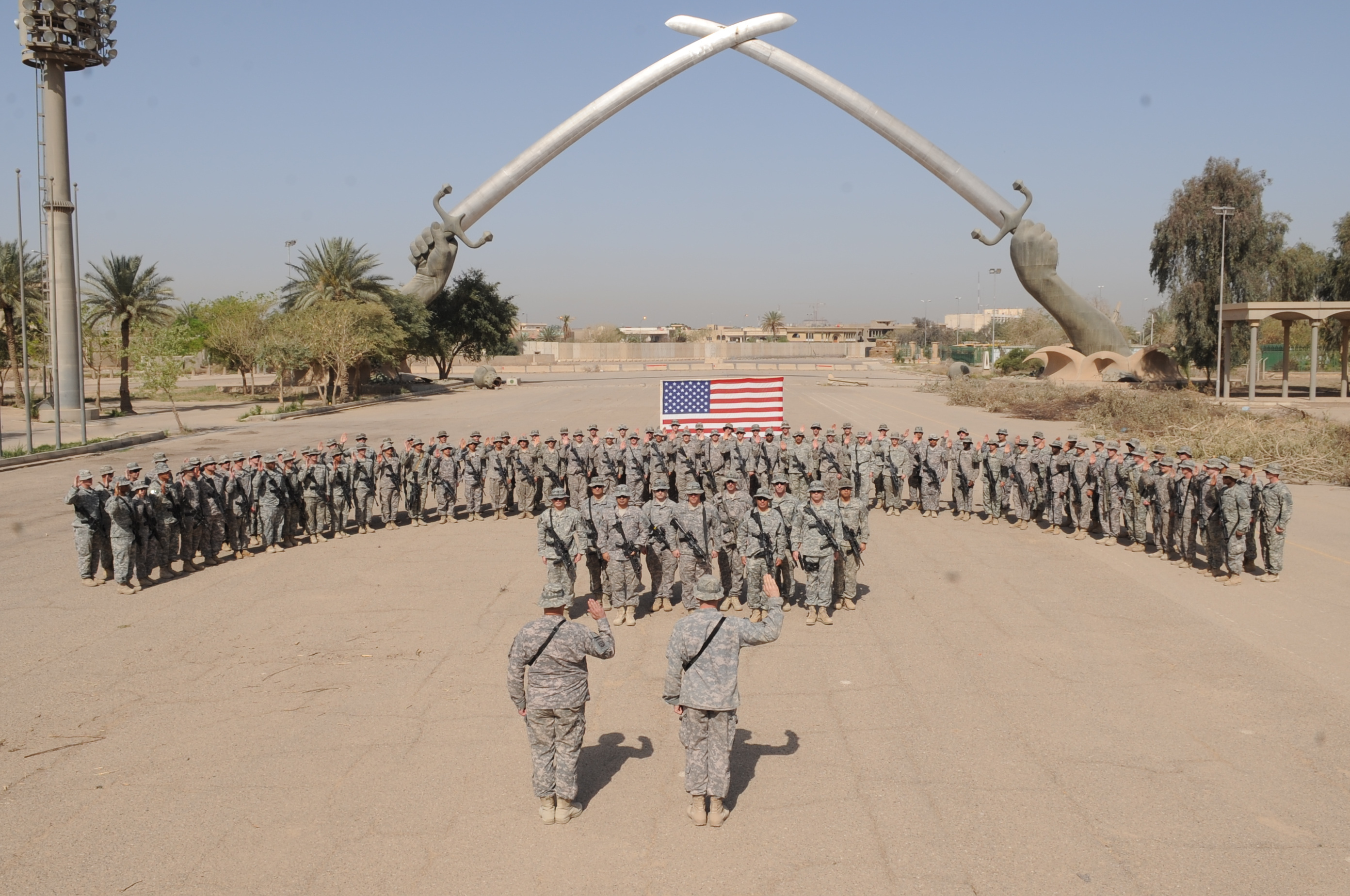
Soldados de la 82.ª División Aerotransportada recitan el juramento de alistamiento en la Zona Verde el 23 de abril de 2009